# Трансетерифікація
Трансетерифікація (рос. переэтерификация, англ. transetherification) — рівноважний хімічний процес обміну спиртового залишку в етерах на інший, каталізується кислотами, для повноти проведення вимагає усунення одного з компонентів (пр., відгонкою леткішого) зі сфери реакції.
C6H5CH2–OCH3 + C4H9OH → C6H5CH2–OC4H9 + CH3OH.